# Chusira
Chusira ou Cusira était une cité d'Afrique proconsulaire, plus précisément de la province de Byzacène, sur le territoire de l'actuelle Tunisie. La cité a été identifiée au site de Kesra. C'est aussi un siège titulaire de l'Église catholique.

## Localisation et histoire
La ville est située sur le Limes Tripolitanus.

## Description du site et principaux édifices
- Forteresse byzantine

## Siège titulaire
Il est la succession d'un ancien évêché dans la ville antique éponyme.

### Titulaires du siège épiscopal dans l'Antiquité
- Felix Custrensis (484)

### Titulaires du siège à l'époque contemporaine
- Carlos Alberto Wollgarten (pl) (1935-1937)
- Francisco Javier Ochoa Ullate (it) (1937-1946)
- Czesław Rydzewski (pl) (1946-1951)
- Friedrich Maria Rintelen (de) (1951-1988)
- Francesco Miccichè (de) (1988-1998)
- Clemens Pickel (1998-2002)
- Alphonse U Than Aung (de) (2002-2004)
- Kazimierz Gurda (de) (2004-2014)
- Łukasz Buzun (de) (depuis 2014)